# ویژوال جی++
ویژال جی پلاس پلاس (به انگلیسی: visual j++)قطع مایکروسافت از اجرای جاوا است .دستورات نحوی و کلمات کلیدی و قواعد گرامری آن همانند جاوا است. در ژانویه ۲۰۰۴ مایکروسافت از ++j حمایت نکردند و جایگزین آن تا حد معینی با #j و#c شد.

## مقایسه j++ نسبت به اجرای پیاده‌سازی شده توسط شرکت سان
زمانی که j++ مطابق مشخصات زبان جاوا شد. مایکروسافت ویژگی‌های خاص از اجرای رسمی سان جاوا را در خط تولید j++پیاده‌سازی نکرده است. در جاوا روش از راه دور(RMI)و رابط بومی جاوا (JNI) چنین نمونه‌هایی هستند. علاوه بر این برنامه‌های کاربردی ++j با روش دسترسی استاندارد مطابقت ندارد. در پیاده‌سازی مایکروسافت زمینه توابع سیستم عامل به عنوان هر نرم‌افزار تحت شرکت سان جاوا(SDK) یک چارچوب اساسی به نام j/direct بر مبنای مکانیزم پایه ارایهٔ شده است که به برنامه‌های کاربردی ++j اجازه می‌دهد به طور کامل در کتابخانه کلاس جاوا و رسانه ای برای استفاده از رابط برنامه‌نویسی(API) در دسترسی به سیستم عامل پیشی بگیرند. در نظر گرفتن استفاده از توابع API‌های win 32 از برنامه‌های کاربردی جاوا کارامدتر بود. برنامه‌های کاربردی ++j نمی‌توانند با استفاده از این ویژگی در SDK سان جاوا قابل اجرا باشند اما این پروژه تولید افزونی طراحی ماشین مجازی جاوا( Kaffe) این را ممکن ساخته است که برنامه‌های کاربردی ++j با این ویژگی‌ها در نرم‌افزار ریگان ماشین مجازی جاوا(JVM) اجرا شوند. با این حال این پسوند (اجرا شده توسط Trans virtual تحت حمایت مایکروسافت) به طور گسترده ای مورد استفاده قرار نمی‌گیرد و برنامه‌های کاربردی ++j هنوز نیاز دارند در ویژال ++j کامپایل شوند قبل از این که توسط kaffe اجرا شوند. ویژال ++j توسط اکتیوایکس پشتیبانی می‌شود.

## کلاس بنیادی ویندوز
کلاس بنیادی ویندوز(WFC)سکوی API وwin32 و مدل شی DHTML به یک کتابخانه کلاس واحد محور مایکروسافت است wfc در درجه اول برای ایجاد واسط کاربر گرافیکی برای برنامه‌های کاربردی جاوا بر روی ویندوز طراحی شد.

## دادخواهیسان مایکروسیستمزعلیه مایکروسافت
شرکت سان مایکروسیستمز مجوز اصلی جاوا برای مایکروسافت بود. اما بعد از طرح دعوا علیه مایکروسافت برای نتض علامت تجاری آن آغاز شد. برای این که همهٔ پیاده‌سازی‌ها سازگار شود مجوز علامت تجاری سان برای استفاده از نام تجاری جاوا اصرار دارد. برخی از ناظران گفته‌اند که این ناسازگاری‌ها از مایکروسافت عمومی بود و در تلاش برای حداقل کاهش سرعت پیشرفت فناوری سان جاوا است.
شکست MSJVM یک عامل بزرگ در طرح دعوی در دادگاه اولیه برای تصویب آزمون انطباق سان شد.
در ۲۴ ژانویه ۲۰۰۱ این و دیگر پرونده‌های حقوقی برجسته سان-مایکروسافت به عنوان بخشی از یک توافق گسترده بین سان و مایکروسافت حل و فصل شد. این سند مشخص شده است که حل و فصل مایکروسافت نمی‌تواند در پیشبرد ++j فراتر از اجرای جاوا در نسخه ۱٫۱٫۴ مؤثر واقع شود؛ که این به طور مؤثر پایان ++j و به روزرسانی بیشتر آن بود همان‌طور که MSJVM تا به حال توزیع شده است و متوقف گردید و دیگر برای دانلود در دسترس نیست.
با این وجود با توجه به حل و فصل دعوای برجسته به مایکروسافت اجازه به روزرسانی بیشتر MSJVM برای رفع حفره‌های امنیتی و هرگونه مشکل مربوط به تهدید امنیتی داده شد.
حمایت مایکروسافت برای MSJVM از زمان ۳۱ دسامبر ۲۰۰۷ متوقف گردید و فناوری ++j در نهایت بازیافت شد و برای مدتی دوباره به عنوان بخشی از سکوی Microsoft.Net و زبان برنامه‌نویسی #j رواج پیدا کرد.

## ویژال جی پلاس پلاس- محیط توسعه یافته مجتمع
ویژال جی پلاس پلاس همچنین نام محیط توسعه یافته مجتمع(IDE) برای ++j فراهم کرد. به طور کامل قدرت نفوذ win32 APL و بسیاری از ابزارها و خدمات رفاهی برای کمک به برنامه نویسان ++j بود.
ویژال جی پلاس پلاس دیگر برای توزیع در دسترس نیست. اما بخشی از خط تولید مایکروسافت ویژوال استودیو بود و visual studio 6.0 آخرین نسخه شامل ++j بود.

## ویژال جی شارپ
ویژال جی شارپ (به انگلیسی: visual j#) یک زبان مایکروسافت است که شکل نحو آن همانند شبیه زبان جاوا است و بخشی از framework.NET است.
ویژال جی شارپ بخشی از microsoft visual studio است .NET محصولی را تولید کرده است و برای کمک به توسعه دهندگان و برنامه نویسان که از ++j (جاوا) به framework.NET انتقال یافته یا مهاجرت کرده‌اند طراحی شده است.
مایکروسافت بعدها #C را توسعه داد و زبانی است به عنوان زبان اصلی برای framework.NET که در بسیاری از روش‌ها و راه‌ها تحت تاًتیر جاوا بوده است. پس از آن framework.NET بسیاری از ایده‌های مشترک را با جاوا سهیم کرده است و بسیار شبیه جاوا و #C است که به یک نوع بایت کد به نام زبان رایج سطح متوسط (CIL) ترجمه می‌شود و در قسمت بالی یک ماسین مجازی اجرا می‌شود. به عنوان زبان مشترک در هنگام اجرا در .NET است.visual studio 2002 آخرین نسخه شامل #j بود.